# کنارک بالا
کنارک بالا، روستایی است از توابع بخش گندمان شهرستان بروجن در استان چهارمحال و بختیاری ایران.

## جمعیت
این روستا در دهستان گندمان قرار داشته و براساس آخرین سرشماری مرکز آمار ایران که در سال ۱۳۸۵ صورت گرفته، جمعیت آن ۹۳۴ نفر (۲۲۷خانوار) بوده‌است.مردم این روستااز طایفه زراسوند تیره اورگونی چغاخورنشین می‌باشند. البته خانواده های متفرقه ی دیگری هم دربین آنان سکونت گرفته اند